# Lệ Thủy
Lệ Thủy là một huyện cũ thuộc tỉnh Quảng Bình(cũ), Việt Nam.

## Vị trí địa lý
Huyện Lệ Thủy nằm ở phía nam của tỉnh Quảng Bình(cũ), có vị trí địa lý:
- Phía đông giáp Biển Đông với đường bờ biển dài 30 km
- Phía tây giáp nước bạn Lào với đường biên giới dài khoảng 42 km
- Phía nam giáp huyện Hướng Hóa và huyện Vĩnh Linh (cũ) thuộc tỉnh Quảng Trị
- Phía bắc giáp huyện Quảng Ninh.

Huyện Lệ Thủy có diện tích 1.402 km², dân số năm 2019 là 137.831 người, mật độ dân số đạt 98 người/km².
Diện tích tự nhiên của huyện Lệ Thủy là 142.052 ha. Phía tây là dãy Trường Sơn, địa hình dốc theo hướng đông với vùng núi, đồi, có suối nước khoáng Bang với nguồn nước khoáng đang được khai thác làm nơi nghỉ dưỡng và làm nước uống đóng chai. Ở giữa là một dải đồng bằng hẹp hai bên bờ sông Kiến Giang. Ven biển là một dải cồn cát trắng. Vùng biển của huyện Lệ Thủy là những bãi cát trắng, nước biển sạch. Hiện đã có bãi tắm tại Ngư Thủy được đưa vào khai thác.
Lệ Thủy nổi tiếng với sông Kiến Giang, khu nghỉ mát suối nước khoáng Bang, văn hóa đặc trưng Hò khoan Lệ Thủy, trong đó có điệu hò khoan chèo đò, hò giã gạo. Hằng năm, vào ngày 2 tháng 9, được người dân gọi là Tết Độc Lập, nơi đây diễn ra đua thuyền truyền thống. Ngày 27 tháng 8 năm 2019, Bộ trưởng VH-TT-DL ký quyết định công bố danh mục Di sản Văn hóa phi vật thể quốc gia cho Lễ hội đua, bơi thuyền trên sông Kiến Giang.

## Hành chính
Huyện Lệ Thủy (cũ) có 26 đơn vị hành chính cấp xã trực thuộc, bao gồm 2 thị trấn: Kiến Giang (huyện lỵ), Nông trường Lệ Ninh và 24 xã: An Thủy, Cam Thủy, Dương Thủy, Hoa Thủy, Hồng Thủy, Hưng Thủy, Kim Thủy, Lâm Thủy, Liên Thủy, Lộc Thủy, Mai Thủy, Mỹ Thủy, Ngân Thủy, Ngư Thủy, Ngư Thủy Bắc, Phong Thủy, Phú Thủy, Sen Thủy, Sơn Thủy, Tân Thủy, Thái Thủy, Thanh Thủy, Trường Thủy, Xuân Thủy.

## Lịch sử
Trong Chiến tranh Việt Nam, Lệ Thủy là chiến trường ác liệt với mật độ bom rải thảm của không quân Mỹ với mật độ dày đặc.
Sau năm 1975, huyện Lệ Thủy thuộc tỉnh Bình Trị Thiên, bao gồm thị trấn nông trường Lệ Ninh và 22 xã: An Thủy, Cam Thủy, Dương Thủy, Hoa Thủy, Hồng Thủy, Hưng Thủy, Kim Thủy, Liên Thủy, Lộc Thủy, Mai Thủy, Mỹ Thủy, Ngân Thủy, Ngư Thủy, Phong Thủy, Phú Thủy, Sen Thủy, Sơn Thủy, Tân Thủy, Thái Thủy, Thanh Thủy, Trường Thủy, Xuân Thủy.
Ngày 11 tháng 3 năm 1977, hợp nhất huyện Lệ Thủy và huyện Quảng Ninh thành huyện Lệ Ninh.
Khi hợp nhất, huyện Lệ Ninh bao gồm thị trấn nông trường Lệ Ninh và 39 xã: An Ninh, An Thủy, Bảo Ninh, Cam Thủy, Đức Ninh, Dương Thủy, Duy Ninh, Gia Ninh, Hàm Ninh, Hiền Ninh, Hoa Thủy, Hồng Thủy, Hưng Thủy, Kim Thủy, Liên Thủy, Lộc Ninh, Lộc Thủy, Lương Ninh, Lý Ninh, Mai Thủy, Mỹ Thủy, Ngân Thủy, Nghĩa Ninh, Ngư Thủy, Phong Thủy, Phú Thủy, Sen Thủy, Sơn Thủy, Tân Ninh, Tân Thủy, Thái Thủy, Thanh Thủy, Trường Sơn, Trường Thủy, Vạn Ninh, Vĩnh Ninh, Võ Ninh, Xuân Ninh, Xuân Thủy.
Ngày 18 tháng 1 năm 1979, chuyển 5 xã: Nghĩa Ninh, Lộc Ninh, Bảo Ninh, Lý Ninh và Đức Ninh về thị xã Đồng Hới quản lý.
Ngày 17 tháng 9 năm 1981, thành lập xã Trường Xuân.
Ngày 6 tháng 1 năm 1983, chia xã Gia Ninh thành 2 xã: Hải Ninh và Gia Ninh; chia xã Ngư Thủy thành 3 xã: Ngư Hòa, Hải Thủy và Ngư Thủy.
Ngày 2 tháng 4 năm 1985, chuyển 2 xã Lương Ninh và Vĩnh Ninh về thị xã Đồng Hới quản lý.
Ngày 13 tháng 6 năm 1986, thành lập thị trấn Kiến Giang, thị trấn huyện lỵ huyện Lệ Ninh trên cơ sở thôn Thượng Lưu của xã Liên Thủy; thôn Quảng Cư của xã Xuân Thủy và đội 4, đội 5 của thôn Hà Thanh thuộc xã Phong Thủy.
Ngày 30 tháng 6 năm 1989, huyện Lệ Ninh thuộc tỉnh Quảng Bình vừa được tái lập.
Ngày 29 tháng 9 năm 1990, huyện Lệ Ninh được tách ra thành 2 huyện Lệ Thủy và Quảng Ninh như cũ.
Ngày 1 tháng 8 năm 1994, thành lập xã Văn Thủy trên cơ sở 1.514 ha diện tích tự nhiên và 3.168 nhân khẩu của xã Trường Thủy.
Ngày 14 tháng 11 năm 2001, thành lập xã Lâm Thủy trên cơ sở 24.100 ha diện tích tự nhiên và 1.069 nhân khẩu của xã Ngân Thủy.
Ngày 2 tháng 1 năm 2004, đổi tên 3 xã Ngư Thủy, Hải Thủy và Ngư Hòa thành 3 xã lần lượt: Ngư Thủy Nam, Ngư Thủy Trung và Ngư Thủy Bắc.
Ngày 23 tháng 1 năm 2017, thị trấn Kiến Giang được Bộ Xây dựng công nhận là đô thị loại IV.
Ngày 10 tháng 1 năm 2020, Ủy ban Thường vụ Quốc hội ban hành Nghị quyết số 862/NQ-UBTVQH14 về việc sắp xếp các đơn vị hành chính cấp xã thuộc tỉnh Quảng Bình (nghị quyết có hiệu lực từ ngày 1 tháng 2 năm 2020). Theo đó:
- Sáp nhập hai xã Ngư Thủy Trung và Ngư Thủy Nam thành xã Ngư Thủy
- Sáp nhập xã Văn Thủy trở lại xã Trường Thủy.

Ngày 12 tháng 6 năm 2025, UBND Thường vụ Quốc hội ban hành Nghị quyết số 202/2025/QH15 về việc sắp xếp đơn vị xã tinh gọn bộ máy (nghị quyết có hiệu lực từ ngày 12 tháng 6 năm 2025).Theo,Đó Huyện lệ thủy sẽ giải thể còn xã Lệ Thủy và xã Mỹ Thủy,xã Cam Hồng
Huyện Lệ Thủy có 2 thị trấn và 24 xã Đã chính thức giải thể sau sáp nhập

### Những tên làng, thôn, xã, phường trước năm 1945
Theo Lê Quý Đôn, vào thế kỷ 18 huyện Lệ Thủy thuộc phủ Quảng Bình (cũ) xứ Thuận Hóa, lúc này gồm 5 tổng là: Thủy Liên, Thượng Phúc, Thạch Xá, Đại Phúc Lộc, An Trạch. Về sau phát triển thành 7 tổng: 
Tổng Thủy Liên
Theo Phủ biên tạp lục của Lê Quý Đôn, tổng Thủy Liên có 14 xã 1 phường là: Thủy Liên Thượng, Thủy Liên Hạ, Thủy Liên Trung, Phù Tôn, Đặng Lộc, Thủy Mỗi, Hoàng Công, Thủy Trung, Thủy Cần, Hòa Luật, Thượng Luật, Trung Luật, Liêm Luật, Thử Luật, Thủy Mỗi (phường). Về sau biến đổi thành:
- Đặng Lộc xã (nay thuộc Hưng Thủy)
- Phò Chánh xã (Cung)
- Thủy Liên thôn (Quán Sen)
- Hòa Luật Đông (Hòa Đông)- Nay là Cam Thủy
- Thủy Liên Nam (Quán Trảy)
- Hòa Luật Bắc (Hòa Bắc)
- Trung Luật Thôn (Cây Cúp)
- Thử Luật Tây
- Hòa Luật Nam (Ngoại Hải)
- Liêm Luật xã (Nay thuộc xã Ngư Thủy Nam)
- Trung Luật xã
- Thương Luật xã
- Thủy Liên Đông (Quán Cát)
- Phò Thiết ấp (Hủ Thiết)
- Thủy Liên Hạ (Quán Bụt)

Tổng Mỹ Trạch
Thế kỷ 18 là tổng An Trạch. Theo Phủ biên tạp lục của Lê Quý Đôn, tổng này có 8 phường là: An Trạch, Cổ Liễu, Thổ Ngõa, Liêm Ái, Tâm Duyệt, Quy Hậu, Dương Xá, Uẩn Áo. Về sau đổi thành:
- Cổ Liễu xã (Tréo) (nay thuộc Liên Thủy)
- Liêm Thiện xã (Làng Liêm, tức Liêm Ái)
- Mỹ Thổ xã (Làng Ngói, tức Thổ Ngõa)
- Luật Sơn ấp
- Quy Hậu xã (nay thuộc Liên Thủy)
- Dương Xá xã (Làng Dương)
- Mỹ Trạch Thượng (nay thuộc Mỹ Thủy)
- Mỹ Trạch Hạ (nay thuộc Mỹ Thủy)
- Tâm Duyệt xã
- Uẩn Áo xã (Nha Ngo) (nay thuộc Liên Thủy)
- Thuận Trạch phường (Trạm) (nay thuộc Mỹ Thủy)
- Tân Hậu phường
- Mỹ Sơn ấp (Thượng Lâm) (nay thuộc Mỹ Thủy)
- Dương Xuân xã (Ba Canh)
- Tân Mỹ phường (Mỹ Lê)
- Tiểu Giang phường (Phường Tiểu)

Tổng Đại Phong Lộc
Thế kỷ 18 là tổng Đại Phúc Lộc. Theo Phủ biên tạp lục của Lê Quý Đôn, tổng này có 4 thôn 1 phường là: Đại Phúc Lộc, An Xá, An Xá Hạ, Tuy Phúc, Vạn Đại. Về sau đổi thành:
- Đại Phong Lộc xã (đợi) (nay thuộc Phong Thủy)
- Mỹ Phước Thôn (Nhà Cồn)
- Tuy Lộc xã (Tuy) (nay thuộc Lộc Thủy)
- An Lạc phường
- An Xá xã (Thá) (nay thuộc Lộc Thủy)
- An Xá Hạ

Tổng Thượng Phong Lộc
Thế kỷ 18 là tổng Thượng Phúc. Theo Phủ biên tạp lục của Lê Quý Đôn, tổng này có 3 xã là: Thượng Phúc Lộc, Xuân Hồi, Phú Long. Về sau đổi thành:
- Xuân Hồi xã (Hồi) (nay thuộc Liên Thủy)
- Phú Thọ xã (Nhà Ngô)
- Thượng Phong Lộc xã (Làng Tiểu)

Tổng Thạch Xá
Theo Phủ biên tạp lục của Lê Quý Đôn, tổng Thạch Xá có 6 xã 1 thôn là: Thạch Xá Thượng, Thạch Xá Hạ, An Duyệt, An Định, Phụ Việt, Chấp Lễ, Ba Nguyệt. Về sau biến đổi còn:
- Tân Việt phường
- Binh Phú ấp

Tổng Xuân Lai
Vào thế kỷ 18, tổng Xuân Lai nguyên là đất tổng An Lại huyên Khang Lộc (tức huyện Phong Lộc) phủ Quảng Bình xứ Thuận Hóa, (theo Phủ biên tạp lục) gồm 13 xã: An Lại, Côn Bồ, Hoàng giang, Phan Xá, Cư Triền, Lê Xá, Thạch Bồng Thượng, Mai Xá Thượng, Mai Xá Hạ, Chu Xá, Cáp Xá, Kim Xá, Phú An. Về sau tổng này nhập vào huyện Lệ Thủy và đổi tên thành Xuân Lai. 
- Xuân Lai xã (An Lại) (nay thuộc Xuân Thủy)
- Xuân Bồ xã (Côn Bồ) (nay thuộc Xuân Thủy)
- Hoàng giang xã (Nhà Vàng) (nay thuộc Xuân Thủy)
- Phan Xá xã (Nhà Phan) (nay thuộc Xuân Thủy)
- Quảng Cư xã (Làng Chềng, tức Cư Triền) (nay thuộc thị trấn Kiến Giang)
- Lệ Xã xã (Kẻ Lê, tức Lê Xá, thuộc Mai Thủy)
- Thạch Bàn Thượng (Chợ Thẹc) (nay thuộc Phú Thủy
- Mai Xá Thượng (nay thuộc Mai Thủy
- Mai Xá Hạ (Nhà Mòi) (nay thuộc Xuân Thủy)
- Châu Xá xã (Kẻ Châu, tức Chu Xá) (nay thuộc Mai Thủy)
- Thái Xá xã (Nhà Cai)
- Phú Bình Phong

Tổng Mỹ Lộc
- Mỹ Lộc xã (Mỹ Lược)
- Quy Trình xã (nay thuộc Phú Thủy)
- Văn Xá xã (nay thuộc Phú Thủy)
- Phú Hòa xã (nay thuộc Phú Thủy)
- Lương Thiện xã
- Phu Gia xã
- Lộc An xã (nay thuộc An Thủy)
- Phú Kỳ xã (nay thuộc Phú Thủy)

## Kinh tế - Xã hội

### Giáo dục
Huyện có 6 trường THPT:
- THPT Lệ Thủy: Kiến Giang, Lệ Thủy, Quảng Bình
- THPT Hoàng Hoa Thám: TTNT Lệ Ninh, Lệ Thủy, Quảng Bình
- THPT Trần Hưng Đạo: Hưng Thủy, Lệ Thủy, Quảng Bình
- THPT Nguyễn Chí Thanh (Cơ sở 1): Kiến Giang, Lệ Thủy, Quảng Bình
- THPT Nguyễn Chí Thanh (Cơ sở 2): Phong Thủy, Lệ Thủy, Quảng Bình
- THCS&THPT Dương Văn An, Thanh Thủy, Lệ Thủy, Quảng Bình

Mỗi xã thường có 1 trường Tiểu học và 1 trường THCS.

### Giao thông
Huyện có Quốc lộ 1, Quốc lộ 9B, Quốc lộ 9C, Quốc lộ 15 và đường Hồ Chí Minh chạy qua. Đây cũng là địa phương có dự án đường cao tốc Vạn Ninh – Cam Lộ hiện đang được xây dựng.

## Danh nhân
Lệ Thủy là quê hương của nhiều nhân vật nổi tiếng trong lịch sử Việt Nam, gồm:
- Chính hình Viện đại phu Hoàng Hối Khanh
- Sùng Nham hầu Dương Văn An
- Lễ Thành hầu Nguyễn Hữu Cảnh
- Kim tử Vinh Lộc Đại phu Đặng Đại Lược
- Thạc Đức hầu Đặng Đại Độ
- Sư bảo Nguyễn Đăng Tuân
- Thượng thư Võ Xuân Cẩn
- Đại tướng Võ Nguyên Giáp
- Thượng thư Bộ Lễ Ngô Đình Khả
- Tổng thống Việt Nam Cộng hòa Ngô Đình Diệm
- Cố vấn tổng thống Việt Nam Cộng hòa Ngô Đình Nhu
- Đại tá Bùi Dzinh.